# Baeolidia occidentalis
Baeolidia occidentalis is een slakkensoort uit de familie van de Aeolidiidae. De wetenschappelijke naam van de soort is voor het eerst geldig gepubliceerd in 1875 door Bergh als Aeolidiella occidentalis. De wetenschappelijke naam betreft een nomen dubium.